# Asplenosorus × shawneensis
Asplenosorus × shawneensis là một loài dương xỉ trong họ Aspleniaceae. Loài này được R.C. Moran mô tả khoa học đầu tiên năm 1981.